# Nomada acutilabris
Nomada acutilabris är en biart som beskrevs av Schwarz 1990. Nomada acutilabris ingår i släktet gökbin, och familjen långtungebin. Inga underarter finns listade i Catalogue of Life.